# Apasaheb Balasaheb Pant
Apasaheb Balasaheb Pant aussi appelé Apa Pant (né le 11 septembre 1912; † 5 octobre 1992) est un diplomate et un écrivain indien.

## Biographie
Apasaheb Balasaheb Pant était le fils aîné du radjah d’Aundh, Bhawanrao Shriniwasrao Pant Pratinidhi (en). De 1944 à 1945, il siégea dans le cabinet du premier-ministre et ministre de l'Éducation de son père. Après l'indépendance de l'Inde, il entre en service indien des Affaires étrangères. En 1948, il est envoyé par Nehru en Afrique et a travaillé au Kenya où il fut Haut-commissaire de l'Inde pendant quatre ans, en Ouganda, au Tanganyika, au Zanzibar, en Rhodésie du Nord, en Rhodésie du Sud, au Nyassaland et au Congo belge.

### Officier politique au Sikkim
En 1954, il est nommé officier politique au Sikkim, replaçant Mr Kapoor, et au Bhoutan, et contrôle la mission de l'Inde au Tibet. Cette même année, il rencontre Gyalo Thondup, un frère aîné du dalaï-lama qui s'exila en Inde en 1952, et tente de le convaincre de suivre pour le Tibet, la méthode de lutte non violente contre la Chine, comme l'a utilisée Gandhi pour obtenir la libération de l'Inde. En septembre 1954, il permet à Gyalo Thondup, Tsepon W. D. Shakabpa et Khenchung Lobsang Gyaltsen de se rendre à New Delhi et de rencontrer le premier ministre indien Nehru, le ministre des Affaires étrangères Subimal Dutt (en) et le ministre de l'Intérieur Govind Ballabh Pant (en) pour leur présenter la situation du Tibet. Apa Pant exposa à Gyalo Thondup le souhait de l'Inde d'inviter pour le 2 500e anniversaire du parinirvana du bouddha Siddhartha Gautama, le dalaï-lama qui se trouvait encore en Chine depuis 1954. Il demande à  Gyalo Thondup, Shakabpa et Lobsang Gyaltsen de servir d'intermédiaires pour la réalisation du projet, lesquels lui demandent en retour que l'Inde puisse accorder l'asile politique au dalaï-lama, et que Nehru use de son influence pour que la Chine réduise le nombre de ses troupes au Tibet, ce qui fut accepté après négociation par Apa Pant. En 1955, il traverse depuis l'Inde pour la première fois le Nathu La qui relie, à 4 310 mètres d'altitude, l'État du Sikkim en Inde au Tibet. En 1956, avec Sonam Topgyal Kazi et le prince héritier du Sikkim Palden Thondup Namgyal, il y reçoit, côté indien, le 14e dalaï-lama quand il se rendit en Inde à l'occasion de l'anniversaire de Bouddha, du 24 novembre 1956 à février 1957. Apa Pant qui voyagea avec le dalaï-lama en train spécial, lui parla notamment de Krishnamurti qu'il demanda à rencontrer en décembre à Madras quand il apprit que Krishnamurti se trouvait à Vasanta Vihar. Apa Pant décrit la rencontre. En 1959, alors gouverneur du Sikkim, il rencontra le dalaï-lama à Siliguri, peu après son exil en Inde.

### Ambassadeur de l'Inde
Entre 1961 et 1964, il fut ambassadeur de l'Inde auprès de Soekarno à Djakarta, puis de 1964 à 1966, ambassadeur de l'Inde à Oslo. Entre 1966 et 1969 il fut ambassadeur de l'Inde au Caire, puis de 1969 à 1972 Haut-commissaire en poste à Londres. De 1972 à 1975 il fut ambassadeur à Rome puis Haut-commissaire du Commonwealth à Malte.

### Hommage
Il a été l'un des premiers récipiendaires du Padma Shri en 1954.

### Spiritualité
Apa Pant  apprit des exercices de yoga de son père, Bhawanrao Shriniwasrao Pant Pratinidhi, dont le Surya Namaskar (Salutation au Soleil). Il rencontra également des lamas tibétains au Sikkim et au Tibet, et fut le disciple de Jamyang Khyentsé Chökyi Lodrö. Peu après la mort de ce dernier, il fut le premier à s'interroger sur la signification de la lumière blanche qui se répandait autour du Tsuklakhang Palace (en) de Gangtok où son corps avait été apporté.

## Publications
- A Moment in Time, Inde : Orient Longman, 1974.
- Mandala : An Awakening, Inde : Orient Longmans, Ltd, 1978.
- Undiplomatic Incidents, Londres : Sangam Books (India) Pvt. Ltd., 1987.
- An Unusual Raja, Mahatma Gandhi and the Aundh Experiment, Londres : Sangam Books (India) Pvt. Ltd., 1989.
- An Extended Family of Fellow Pilgrims, Bombay, Inde : Sangam Book (India), Ltd., 1990